# 더 커널
《더 커널》(영어: The Canal)은 2014년에 공개된 아일랜드의 공포 영화이다. 인근에 수로가 있는 집에 사는 주인공이 1902년에 자신의 집에서 살인 사건이 벌어진 적이 있다는 걸 알게 되면서 이야기가 전개된다.

## 출연진
- 루퍼트 에번스 - 데이비드 역: 남편.
- 앤토니아 캠벨휴스 - 클레어 역: 동료.
- 하나 훅스트라 - 앨리스 역: 아내.
- 스티브 오럼 - 맥너마라 형사 역
- 켈리 번 - 소피 역: 유모.
- 캘럼 히스 - 빌리 윌리엄스 역: 아들.
- 칼 샤반 - 앨릭스 역

## 기타 제작진
- 섭외: 콜린 존스
- 의상: 주디스 윌리엄스